# Michel Legrand
Michel Legrand (24. února 1932 Paříž, Francie – 26. ledna 2019 Paříž) byl francouzský hudební skladatel, dirigent a klavírista.

## Život
Narodil se v Paříži jako syn Raymonda Legranda, jednoho z tehdy nejpopulárnějších skladatelů / dirigentů ve Francii.
Nejprve přispíval v oblasti jazzu (spolupracoval s inovátory jako Dizzy Gillespie, Miles Davis, John Coltrane, Stan Getz a Bill Evans), později se proslavil psaním hudby pro filmy.

## Filmografie (výběr)
- Charmants Garçons 1957
- Le Triporteur 1957
- L'Américain se détend (krátké) 1958
- L'Amérique insolite (Amerika očima Francouze) (dokument) 1958
- Le coeur battant 1960
- Les portes claquent 1960
- Lola 1961
- Une femme est une femme (Žena je žena) 1961
- Cléo de 5 à 7 (Cléo od pěti do sedmi) 1962
- Les sept péchés capitaux (spouskladatel) 1962
- Un coeur gros comme ça (Tak velké srdce) (dokument) 1962
- Comme un poisson dans l'eau 1962
- Eva 1962
- L'Empire de la nuit 1962
- Une grosse tête 1962
- Vivre sa vie: Film en douze tableaux (Žít svůj život) 1962
- La Baie des anges (Andělská zátoka) 1963
- Le joli mai (Pařížský máj) (dokument) 1963
- Love Is A Ball 1963
- Les Parapluies de Cherbourg/Die Regenschirme von Cherbourg (Paraplíčka ze Cherbourgu) 1964
- Une ravissante idiote 1964
- Bande à part (Banda pro sebe) 1964
- Les amoureux du France 1964
- Quand passent les faisans 1965
- The Plastic Dome of Norma Jean 1965
- La Vie de château (Život na zámku) 1966
- L'Or et le plomb 1966
- Monnaie de singe (Také velké bankovky mohou být falešné) 1966
- Qui êtes-vous, Polly Maggoo? 1966
- Tendre voyou (Sympatický dareba) 1966
- Les Demoiselles de Rochefort (Slečinky z Rochefortu) 1967
- Pretty Polly 1967
- L'Homme à la Buick (Muž v buicku) 1968
- How to Save a Marriage (And Ruin Your Life) 1968
- Ice Station Zebra (Polární stanice Zebra) 1968
- Sweet November 1968
- The Thomas Crown Affair (Případ Thomase Crowna) 1968
- La Piscine (Bazén) 1969
- Play Dirty (Špinavá hra) 1969
- Castle Keep (Hájili jsme hrad) 1969
- The Happy Ending (Šťastný konec)' 1969
- The Picasso Summer 1969
- Peau d'âne (Oslí kůže) 1970
- Pieces of Dreams (Útržky snů) 1969
- The Go-Between (Posel) 1970
- The Lady in the Car With Glasses And a Gun 1970
- Wuthering Heights (Na Větrné hůrce) 1970
- Mariés de l'an II (Manželé z roku II) 1971
- Un peu de soleil dans l'eau froide 1971
- Le mans 1970
- Brian's Song (Brianova píseň) (TV) 1970
- Summer of '42 (Léto roku 1942) 1971
- La Vieille fille (Stará panna) 1972
- Lady Sings the Blues (Billie zpívá blues) 1972
- Portnoy 's Complaint 1972
- Les feux de la chandeleur 1972
- One Is a Lonely Number 1972
- Un homme est mort 1972
- The Adventures of Don Quixote (TV) 1973
- A Doll 's House (Nora) 1973
- A Bequest to the Nation 1973
- Le gang des otages 1973
- 40 Carats 1973
- Cops and Robbers (Policajti a lupiči) 1973
- Breezy 1973
- L'Événement le plus important depuis que l'homme a marché sur la lune (Největší událost od chvíle, kdy člověk vstoupil na Měsíc) 1973
- The Three Musketeers (Tři mušketýři) 1973
- Our Time 1974
- It's Good To Be Alive (TV) 1974
- Sheila Levine Is Dead and Living in New York 1975
- Cage Without a Key (TV) 1975
- Gable and Lombard 1976
- Ode to Billy Joe 1976
- La Flûte à six schtroumpfs (Šmoulové a kouzelná flétna)(animovaný) 1976
- Le voyage de Noces (Svatební cesta) 1976
- Gulliver's Travels (Gulliverovy cesty) 1977
- The Other Side of Midnight (Druhá strana půlnoci) 1977
- Les Routes du sud (Cesty na jih) 1978
- Hi no tori (animovaný) 1978
- Mon premier amour 1978
- Lady Oscar 1979
- Les Fabuleuses aventures du légendaire Baron de Munchausen (Podivuhodná dobrodružství barona Prášila) (animovaný) 1979
- Atlantic City 1980
- The Hunter (Lovec) 1980
- The Mountain Men (Horalové) 1980
- Falling in Love Again (A zase zamilovaná) 1980
- Les uns et les autres (Jedni a druzí) 1981
- Your Ticket Is No Longer Valid 1981
- A Woman Called Golda (TV) 1982
- Qu'est-ce qui fait courir David?1982
- Le cadeau (Dárek) 1982
- Best Friends (Nejlepší přátelé) 1982
- La revanche des humanoïdes (animovaný) 1983
- Yentl (Jentl) 1983
- Never Say Never Again (Nikdy neříkej nikdy) 1983
- Eine Liebe in Deutschland (Láska v Německu) 1983
- Secret Places 1984
- The Jesse Owens Story (Příběh Jesseho Owense) (TV) 1984
- Paroles et musique (V záři reflektorů) 1984
- Palace 1985
- Partir revenir (Nečekaná zrada) 1985
- Train d'enfer (Pekelný vlak) 1985
- Parking 1985
- Promises to Keep (TV) 1985
- Crossings (minisérie) 1986
- As Summers Die 1986
- Casanova (TV) 1987
- Social Club (Club de recontres) 1987
- Spirale 1987
- Switching Channels (Přepnout na život) 1988
- Trois places pour le 26 (Tři vstupenky na 26.) 1988
- Cinq jours en juin 1989
- Fuga dal Paradiso 1990
- Not a Penny More, Not a Penny Less (Do poslední pence) (minisérie) 1990
- Dingo 1991
- Gaspard et Robinson (Gaspard a Robinson) 1990
- Mountain of Diamonds (Planoucí pobřeží) (minisérie) 1991
- The Pickle (Dobrodružství létající okurky) 1993
- Prêt-à-Porter 1994
- Les enfants de lumière 1995
- Prsten (minisérie) 1995
- Il était une fois... les explorateurs (Byl jednou jeden… objevitel) (animovaný) 1997